# モンテロトンド・マリッティモ
モンテロトンド・マリッティモ（伊: Monterotondo Marittimo）は、イタリア共和国トスカーナ州グロッセート県にある、人口約1,300人の基礎自治体（コムーネ）。

## 地理

### 位置・広がり

#### 隣接コムーネ
隣接するコムーネは以下の通り。括弧内のPIはピサ県、LIはリヴォルノ県所属を示す。
- カステルヌオーヴォ・ディ・ヴァル・ディ・チェーチナ (PI)
- マッサ・マリッティマ
- モンテヴェルディ・マリッティモ (PI)
- モンティエーリ
- ポマランチェ (PI)
- スヴェレート (LI)

### 気候分類・地震分類
モンテロトンド・マリッティモにおけるイタリアの気候分類 (it) および度日は、zona E, 2270 GGである。
また、イタリアの地震リスク階級 (it) では、zona 3 (sismicità bassa) に分類される。